# Кривково
Кривково — деревня в Дедовичском районе Псковской области России. Входит в состав Пожеревицкой волости Дедовичского района.
Расположена на северо-западе района, на восточном берегу Городновского озера, в 20 км к западу от райцентра Дедовичи и в 9 км к западу от деревни Дубровка.

## Население
Численность населения села составляет 32 жителя (2000 год).

## История
До 2005 года деревня входила в состав Горушинской волости, упразднённой затем в пользу Дубровской волости. В 2005 — 2010 годах деревня входила в состав Дубровской волости, упразднённой 3 июня 2010 года в пользу Пожеревицкой волости.